# Luíz Antônio dos Santos
Luíz Antônio dos Santos (Volta Redonda, 6 april 1964 – Taubaté, 6 november 2021) was een Braziliaanse langeafstandsloper, die gespecialiseerd was in de marathon. Hij nam eenmaal deel aan de Olympische Spelen, maar won hierbij geen medailles. Dos Santos overleed op 57-jarige leeftijd aan een hartstilstand.

## Loopbaan
In 1993 en 1994 won Dos Santos de Chicago Marathon. Op de wereldkampioenschappen van 1995 in Göteborg won hij een bronzen medaille op de marathon. Met een tijd van 2:12.49 eindigde hij achter de Spanjaard Martín Fiz (zilver; 2:11.41) en de Mexicaan Dionicio Cerón (zilver; 2:12.13). In datzelfde jaar won hij de marathon van Fukuoka in een Braziliaans record van 2:09.30.
Op de Olympische Spelen van 1996 in Atlanta eindigde Luíz Antônio dos Santos op een tiende plaats. Zijn persoonlijk record van 2:08.55 liep hij in 1997 bij de marathon van Rotterdam.
Dos Santos was aangesloten bij Arpoador Rio.

## Persoonlijke records
| Onderdeel      | Prestatie | Datum            | Plaats         |
| -------------- | --------- | ---------------- | -------------- |
| 10.000 m       | 28.37,44  | 17 mei 1996      | Rio de Janeiro |
| 15 km          | 43.54     | 26 februari 1994 | Tampa          |
| halve marathon | 1:02.06   | 24 januari 1993  | Tokio          |
| marathon       | 2:08.55   | 20 april 1997    | Rotterdam      |

## Palmares

### 10.000 m
- 1993: 5e Trofeu Brasil in Rio de Janeiro - 28.50,1
- 1994:  Braziliaanse kamp. in Rio de Janeiro - 28.51,8
- 1996:  Rio de Janeiro - 28.37,44

### 10 km
- 1991: 4e Sao Roque - 29.22
- 1993:  Glendale Federal Strawberry Classic in Plant City - 28.58
- 1993:  Campinas - 29.02
- 1994: 5e Manaus Road Race - 28.45

### 15 km
- 1994: 16e 15 km van Tampa - 43.54
- 1998: 18e Saint Silvester Marathon - 47.03

### halve marathon
- 1991:  halve marathon van Rio de Janeiro - onbekend
- 1992: 4e halve marathon van Vitoria - 1:02.25
- 1993:  halve marathon van Rio de Janeiro - 1:03.09
- 1993: 42e WK in Brussel - 1:03.11
- 1994:  halve marathon van Buenos Aires - 1:02.21
- 1994: 22e WK in Oslo - 1:02.28
- 1994:  halve marathon van Rio de Janeiro - 1:04.20
- 1996: 4e halve marathon van Rio de Janeiro - 1:05.22
- 1996:  halve marathon van Buenos Aires - 1:03.38
- 1997: 4e halve marathon van Rio de Janeiro - 1:05.28
- 1999:  halve marathon van Rio de Janeiro - 1:03.40
- 2001: 6e halve marathon van Rio de Janeiro - 1:05.51
- 2001: 61e WK in Bristol - 1:04.26
- 2002: 5e halve marathon van Sao Paulo - 1:04.56
- 2002:  halve marathon van Juazeiro - 1:07.23
- 2003: 5e halve marathon van Florianópolis - 1:04.21

### marathon
- 1993:  marathon van Blumenau - 2:12.15
- 1993:  Chicago Marathon - 2:13.14
- 1994: 13e Boston Marathon - 2:10.39
- 1994:  Chicago Marathon - 2:11.16
- 1995:  Boston Marathon - 2:11.02
- 1995:  WK - 2:12.49
- 1995:  marathon van Fukuoka - 2:09.30
- 1996: 11e Boston Marathon - 2:11.49
- 1996: 10e OS - 2:15.55
- 1996:  marathon van Fukuoka - 2:11.24
- 1997: 6e marathon van Rotterdam - 2:08.55
- 1997: 5e WK - 2:15.31
- 1998:  marathon van Rio de Janeiro - 2:15.41
- 1998: 11e Chicago Marathon - 2:11.23
- 1999: 4e marathon van Tokio - 2:11.13
- 1999: 8e marathon van Sao Paulo - 2:19.01
- 1999: 5e marathon van Sapporo - 2:13.43
- 2000: 19e marathon van Tokio - 2:18.33
- 2001: 7e marathon van Sao Paulo - 2:19.55
- 2001: 15e marathon van Madrid - 2:21.55
- 2002:  marathon van Asunción - 2:47.08

### veldlopen
- 1991: 77e WK in Antwerpen - 35.39
- 1993: 183e WK in Amorebieta - 37.06

- World Athletics: 14175703